# Anemone imbricata
Anemone imbricata är en ranunkelväxtart som beskrevs av Carl Maximowicz. Anemone imbricata ingår i släktet sippor, och familjen ranunkelväxter. Inga underarter finns listade i Catalogue of Life.